# Grammia incorrupta
Grammia incorrupta är en fjärilsart som beskrevs av Edwards 1881. Grammia incorrupta ingår i släktet Grammia och familjen björnspinnare. Inga underarter finns listade i Catalogue of Life.